# Lauerbach (Erbach)
Lauerbach ist ein Stadtteil von Erbach im südhessischen Odenwaldkreis.

## Geographie
Das geschlossenes Dorf Lauerbach bei einseitiger Tallage liegt im Buntsandstein-Odenwald, ca. einen Kilometer südlich der Erbacher Innenstadt, mit der Lauerbach baulich zusammengewachsen ist. Das Gebiet des Ortsteils besteht aus der Gemarkung Lauerbach mit einer Fläche von 227 Hektar, davon sind 94 Hektar Wald. Die Ortslage befindet sich auf 222 bis 256 m ü. NHN und der höchste Punkt der Gemarkung ist ca. 350 m ü. NHN. Durch den Ort fließt der Lauerbach und mündet in die Mümling, die am östlichen Ortsrand vorbeifließt. In der Gemarkung, östlich der Ortslage, wird der Lauerbach durch den Elsbach gespeist. Im Nordwesten der Gemarkung liegt der 315 Metern hohe bewaldete Schöllenberg.
Die nächstgelegenen Ortschaften sind die Kernstadt Erbach im Norden, Erlenbach im Osten, Schönnen im Süden, Günterfürst im Südwesten und Elsbach im Nordwesten. Am östlichen Ortsrand verläuft die Bundesstraße 45 von der Kernstadt nach Schönnen.

## Geschichte

### Ortsgeschichte
Die älteste erhaltene Erwähnung des Dorfes als Lurbach stammt von 1290. Der Ortsname wird vom althochdeutschen Wort lure 'Schlamm, Morast' abgeleitet und bezieht sich wohl darauf, dass hier das Mümlingtal besonders morastig war. In erhaltenen Urkunden wurde Lauerbach unter den folgenden Namen erwähnt (in Klammern das Jahr der Erwähnung): Luerbach (1419), Lürbach (1426), Lurbach (1427), Loerbach (1431) und Lurbach (1443).
Lauerbach gehörte zum Amt Erbach der Grafschaft Erbach, die mit der Mediatisierung 1806 Teil des Großherzogtums Hessen wurde. Ab 1822 gehörte Lauerbach zum Landratsbezirk Erbach, ab 1852 zum Kreis Erbach (ab 1939: „Landkreis Erbach“), der – mit leichten Grenzberichtigungen – seit 1972 Odenwaldkreis heißt. Nach Auflösung des Amtes Erbach 1822 nahm die erstinstanzliche Rechtsprechung für Lauerbach das Landgericht Michelstadt wahr, ab 1879 das Amtsgericht Michelstadt.
Hessische Gebietsreform (1970–1977)
Zum 31. Dezember 1971 wurde die bis dahin selbständige Gemeinde Lauerbach im Zuge der Gebietsreform in Hessen auf freiwilliger Basis in die Kreisstadt Erbach eingegliedert. Für Erlenbach wurde ein Ortsbezirk errichtet.

### Verwaltungsgeschichte im Überblick
Die folgende Liste zeigt die Staaten und Verwaltungseinheiten, denen Lauerbach angehört(e):
- vor 1718: Heiliges Römisches Reich, Grafschaft Erbach, Amt Erbach (Zent Erbach)
- ab 1718: Heiliges Römisches Reich, Grafschaft Erbach-Erbach, Anteil an der Grafschaft Erbach, Amt Erbach
- ab 1806: Großherzogtum Hessen (Souveränitätslande),[Anm. 2] Fürstentum Starkenburg, Amt Erbach (Standesherrschaft Erbach)
- ab 1815: Großherzogtum Hessen[Anm. 3] (Souveränitätslande), Provinz Starkenburg, Amt Erbach
- ab 1822: Großherzogtum Hessen, Provinz Starkenburg, Landratsbezirk Erbach[Anm. 4]
- ab 1848: Großherzogtum Hessen, Regierungsbezirk Erbach
- ab 1852: Großherzogtum Hessen, Provinz Starkenburg, Kreis Erbach
- ab 1871: Deutsches Reich,[Anm. 5] Großherzogtum Hessen, Provinz Starkenburg, Kreis Erbach
- ab 1918: Deutsches Reich, Volksstaat Hessen,[Anm. 6] Provinz Starkenburg, Kreis Erbach
- ab 1938: Deutsches Reich, Volksstaat Hessen, Landkreis Erbach[9][Anm. 7]
- ab 1945: Deutsches Reich, Amerikanische Besatzungszone,[Anm. 8] Groß-Hessen, Regierungsbezirk Darmstadt, Landkreis Erbach
- ab 1946: Deutsches Reich, Amerikanische Besatzungszone, Land Hessen, Regierungsbezirk Darmstadt, Landkreis Erbach
- ab 1949: Bundesrepublik Deutschland, Land Hessen, Regierungsbezirk Darmstadt, Landkreis Erbach
- ab 1972: Bundesrepublik Deutschland, Land Hessen, Odenwaldkreis, Kreisstadt Erbach

### Gottesackerkapelle
Zu den besonderen Sehenswürdigkeiten von Lauerbach zählt die alte Friedhofskapelle auf dem zwischen den Stadtteilen Lauerbach und Erlenbach gelegenen Lauerbacher Friedhof. Sie wurde 1616 erbaut, war aber schon Mitte des 19. Jahrhunderts in schlechtem baulichen Zustand. Nach dem Bau der Trauerhalle in den 1970er Jahren hat man sie als Geräteschuppen verwendet. Ab 2005 wurde sie auf Initiative des Historischen Vereins der Kreisstadt Erbach wieder hergerichtet und 2009 mit einer Glocke ausgestattet. Sie wird heute wieder für Gottesdienste an Festtagen und für kleinere Trauerfeiern benutzt.

## Bevölkerung

### Einwohnerentwicklung
- 1650 ist das Dorf wüst und verbrannt.[1]
- 1961: 275 evangelische (= 81,85 %), 44 katholische (= 13,10 %) Einwohner[1]

| Lauerbach: Einwohnerzahlen von 1829 bis 2023 | Lauerbach: Einwohnerzahlen von 1829 bis 2023 | Lauerbach: Einwohnerzahlen von 1829 bis 2023 | Lauerbach: Einwohnerzahlen von 1829 bis 2023 | Lauerbach: Einwohnerzahlen von 1829 bis 2023 |
| --- | -------------------------------------------- | -------------------------------------------- | -------------------------------------------- | -------------------------------------------- |
| Jahr |                                              |                                              |                                              | Einwohner                                    |
| 1829 | 1829                                         |                                              | 116                                          | 116                                          |
| 1834 | 1834                                         |                                              | 152                                          | 152                                          |
| 1840 | 1840                                         |                                              | 148                                          | 148                                          |
| 1846 | 1846                                         |                                              | 171                                          | 171                                          |
| 1852 | 1852                                         |                                              | 174                                          | 174                                          |
| 1858 | 1858                                         |                                              | 172                                          | 172                                          |
| 1864 | 1864                                         |                                              | 179                                          | 179                                          |
| 1871 | 1871                                         |                                              | 210                                          | 210                                          |
| 1875 | 1875                                         |                                              | 200                                          | 200                                          |
| 1885 | 1885                                         |                                              | 202                                          | 202                                          |
| 1895 | 1895                                         |                                              | 215                                          | 215                                          |
| 1905 | 1905                                         |                                              | 199                                          | 199                                          |
| 1910 | 1910                                         |                                              | 215                                          | 215                                          |
| 1925 | 1925                                         |                                              | 238                                          | 238                                          |
| 1939 | 1939                                         |                                              | 244                                          | 244                                          |
| 1946 | 1946                                         |                                              | 328                                          | 328                                          |
| 1950 | 1950                                         |                                              | 339                                          | 339                                          |
| 1956 | 1956                                         |                                              | 290                                          | 290                                          |
| 1961 | 1961                                         |                                              | 336                                          | 336                                          |
| 1967 | 1967                                         |                                              | 398                                          | 398                                          |
| 1970 | 1970                                         |                                              | 430                                          | 430                                          |
| 1980 | 1980                                         |                                              | ?                                            | ?                                            |
| 1990 | 1990                                         |                                              | ?                                            | ?                                            |
| 2000 | 2000                                         |                                              | ?                                            | ?                                            |
| 2011 | 2011                                         |                                              | 354                                          | 354                                          |
| 2014 | 2014                                         |                                              | 405                                          | 405                                          |
| 2023 | 2023                                         |                                              | 340                                          | 340                                          |
| Datenquelle: Historisches Gemeindeverzeichnis für Hessen: Die Bevölkerung der Gemeinden 1834 bis 1967. Wiesbaden: Hessisches Statistisches Landesamt, 1968. Weitere Quellen: LAGIS; Zensus 2011; Stadt Erbach |                                              |                                              |                                              |                                              |

### Einwohnerstruktur 2011
Nach den Erhebungen des Zensus 2011 lebten am Stichtag, dem 9. Mai 2011, in Lauerbach 354 Einwohner. Darunter waren 18 (5,1 %) Ausländer.
Nach dem Lebensalter waren 48 Einwohner unter 18 Jahren, 144 zwischen 18 und 49, 66 zwischen 50 und 64 und 96 Einwohner waren älter.
Die Einwohner lebten in 153 Haushalten. Davon waren 45 Singlehaushalte, 54 Paare ohne Kinder und 45 Paare mit Kindern, sowie 9 Alleinerziehende und keine Wohngemeinschaften. In 45 Haushalten lebten ausschließlich Senioren und in 87 Haushaltungen lebten keine Senioren.

## Politik
Ortsbeirat
Für Lauerbach besteht ein Ortsbezirk (Gebiete der ehemaligen Gemeinde Lauerbach) mit Ortsbeirat und Ortsvorsteher, nach Maßgabe der §§ 81 und 82 HGO und des Kommunalwahlgesetzes in der jeweils gültigen Fassung gebildet. Der Ortsbeirat besteht aus fünf Mitgliedern. Bei den Kommunalwahlen in Hessen 2021 betrug die Wahlbeteiligung zum Ortsbeirat Erlenbach 64,00 %. Alle Kandidaten gehörten der Wählergruppe Lauerbach an. Der Ortsbeirat wählte Heiko Myska zum Ortsvorsteher.

## Verkehr
Östlich der Mümling führt die Bundesstraße 45 am Ort vorbei. Von dort führt eine Stichstraße in den Ort.
Die Buslinie 34 der Odenwald-Regional-Gesellschaft (OREG) stellt den öffentlichen Personennahverkehr sicher.